# Thiocyansäuremethylester
Thiocyansäuremethylester ist eine chemische Verbindung aus der Gruppe der Thiocyanate. Sie ist isomer zu Methylisothiocyanat.

## Vorkommen
Thiocyansäuremethylester kommt natürlich in Chinakohl vor.

## Gewinnung und Darstellung
Thiocyansäuremethylester entsteht bei der Spaltung von Methionylresten in Proteinen mit Bromcyan.
Es kann auch durch Reaktion von Methylamin mit Kohlenstoffdisulfid und Ethylchlorcarbonat oder von Dimethylsulfat mit Bariumthiocyanat gewonnen werden.

## Eigenschaften
Thiocyansäuremethylester ist eine flüchtige, entzündbare, farblose Flüssigkeit mit zwiebelartigem Geruch, die praktisch unlöslich in Wasser ist.

## Verwendung
Thiocyansäuremethylester wird als Insektizid und Begasungsmittel sowie als Zwischenprodukt zur Synthese von Isothiocyanaten und anderen chemischen Verbindungen verwendet.

## Sicherheitshinweise
Die Dämpfe von Thiocyansäuremethylester können mit Luft ein explosionsfähiges Gemisch (Flammpunkt 38 °C) bilden.